# Agrosuper
Agrosuper S.A. är ett chilenskt privatägt multinationellt livsmedelsföretag med huvudkontor i Rancagua. Det är specialiserat på tillverkning av sina produkter inom det breda utbudet av kycklingkött, kalkonkött, fläskkött, nötkött, lax och bearbetade produkter.

## Märken
- Agrosuper
- Andes Butas
- AquaChile[3]
- Chao Bas
- Frutos del Maipo
- La Crianza
- Pancho Pollo
- Pollos King
- Santi
- Sopraval[4]
- Super Beef
- Super Cerdo
- Super Pollo
- Super Salmón

## Dotterbolag och divisioner
- Agrosuper International
- Empresas AquaChile S.A.
- Fundación Agrosuper